# Кривжа
Кривжа — вымышленный персонаж, главный антагонист мультфильма «Князь Владимир». Озвучен Александром Бариновым.

## Вымышленная биография
Некогда он был учеником волхва, которого убил из корысти. Умирая, наставник нарёк его Кривжей (что означает «живущий не по правде», от «кривда» - «ложь, обман»). Завладев волшебным посохом учителя, рыжеволосый юноша мгновенно постарел. Дальнейшая жизнь Кривжи — погоня за властью над Русью всеми доступными средствами, путём колдовства, обмана, подлога и предательств.

## Прообраз
Вполне вероятно прототипом Кривжи послужил сам Владимир Креститель, известный своей порочностью и братоубийством. Известные факты из биографии князя, такие как религиозная реформа по объединению разрозненного пантеона, ополчение против собственного брата и многое другое в мультфильме приписаны Кривже. А Владимир согласно сценарию является лишь марионеткой в умелых руках кукловода. Кривжа олицетворяет из себя богоборца и собирательный образ злых сил Руси X века.

### Мифология
Жрецы древнерусского бога Велеса надевали поверх одежды шкуру медведя (потому их и называли волхвами), также как это делает Кривжа, хотя он и говорит что служит Перуну. При этом он не выносит грома, не любит грозу, боится яркого солнечного света, превращается в медведя. Одни рецензенты склонны полагать, что сценаристы допустили ошибку, другие склоняются к тому что Кривжа всего лишь притворяется жрецом Перуна, и другого подтверждения кроме своих собственных слов у него не имеется.
Однако в книге, написанной по мотивам мультфильма, приводятся тексты песен Кривжы во время его обрядов, в которых упоминается некий Велияр Чернобог. Таким образом, книга подтверждает, что Кривжа притворяется волхвом Перуна.

### Анимация
В газете Комсомольская правда отмечалось сходство Кривжи и Распутина из мультфильма Анастасия. Другое сходство состоит в сцене когда князь Владимир отгоняет горящим факелом Кривжу в облике медведя со словами «Вот тебе огонь Перуна!», почти в точь-в-точь повторяя сцену из советского мультфильма «Маугли» в которой Маугли отгоняет огнём ошеломлённого Шерхана.

## Критика
Кривжа, несмотря на образ злодея получил смешанные отзывы критиков, в основном положительные. Большинство рецензентов отмечали его как наиболее активного персонажа мультфильма.

И это именно рассказ про злодея. Потому что Кривжа, при всей своей картонности, — единственный персонаж, который имеет цель. Единственный персонаж, который действует. А все остальное — антураж.— Андрей Бережанский, "В чем сила, князь?" // Utro.ru

Русь X века. Владимир ещё молодой… Его правая рука — вовсе не Добрыня, который тут же без дела околачивается, а злобный ученик волхвов, жрец Кривжа. На этом медведе-оборотне все в фильме держится. То он с печенегами-антихристами споется, то Владимиру наколдует недоброе: то князей-братьев рассорит…— Лариса Малюкова, "РИСУНКИ ПО САХАРНОМУ СИРОПУ" // Новая газета

…главными героями являются мальчик Алекша и колдун Кривжа. Владимиру же отведена второстепенная роль смутного содержания и неясного посыла, хотя именно его имя вынесено в название.— Ирина Козел, "Князь Владимир:В огороде бузина, а в Киеве дядька" // Kinokadr

У наших, думающих иначе, вышло так, что главный герой — князь Владимир — стал в фильме второстепенным, а те, что из второстепенных могли стать главными, тот же Олекша, стали неинтересными. И не мудрено, что знакомый ребёнок пяти лет на вопрос, кто запомнился в фильме больше всех, так и ответил — «злой дяденька».— Вадим Зельбин, "Крещение мухомором" // Газета.ru

## Другие появления

### Игры
Кривжа в качестве фигурки-персонажа представлен в настольных играх «Князь Владимир. Масленица» вышедшие в 2006 году производителем сборных моделей и настольных игр «Звезда». Автор: Олеся Емельянова.
«Князь Владимир» — компьютерная игра в жанре экшн для PC, вышедшая 5 мая 2006 года компьютерной компанией «1С» и разработанная студией компьютерных игр, «PIPE Studio».